# Bibbona
Bibbona é uma comuna italiana da região da Toscana, província de Livorno, com cerca de 3.017 habitantes. Estende-se por uma área de 65 km², tendo uma densidade populacional de 46 hab/km². Faz fronteira com Casale Marittimo (PI), Castagneto Carducci, Cecina, Guardistallo (PI), Montecatini Val di Cecina (PI), Monteverdi Marittimo (PI).